# از شر شیطان نجاتمان ده (فیلم ۲۰۰۶)
از شر شیطان نجاتمان ده (انگلیسی: Deliver Us from Evil) یک فیلم مستند به کارگردانی ایمی جی. برگ است که در سال ۲۰۰۶ منتشر شد. از بازیگران آن می‌توان به جف اندرسون اشاره کرد.
این فیلم دربارهٔ کشیش کاتولیک ایرلندی «الیور اُگِریدی» است که تجاوز و آزار جنسی ۲۵ کودک، مابین اواخر دههٔ ۷۰ تا اوایل دههٔ ۹۰ میلادی در شمال کالیفرنیا اعتراف کرده بود.
عنوان فیلم از عبارتی مشابه در دعای ربانی گرفته شده است.